# Мятлик приземистый
Мятлик приземистый, или лежачий (лат. Póa supína) — вид рода Мятлик.  Относится к секции  Ochlopoa (Aschers. et Graebn.), которую иногда выделяют в самостоятельный род — Ochlopoa  (Aschers. et Graebn.) H.Scholz.  

## Морфологическое описание
Мятлик приземистый, или лежачий — многолетнее травянистое вегетативно-подвижное растение с ползучими по поверхности субстрата горизонтальными и восходящими побегами. Влагалища листьев незамкнутые, голые. Листовые пластинки вдольсложенные, отстоящие от оси побега под углом менее 90 градусов. Язычок листьев вегетативных побегов плёнчатый, тупой, длиной до 1 мм. Метёлка яйцевидно-пирамидальная с гладкими веточками. Веточки на нижних узлах, как правило, одиночные. Колоски несколько сжатые с боков, длиной 3—6 мм, с 3—7 цветками. Нижние цветковые чешуи без пучка длинных волосков на каллусе, с 5 жилками, из которых промежуточные жилки почти не заметны. Верхние цветковые чешуи по килям с волосками и шипиками. Пыльники от 1,2 до 1,7 мм длиной. Число хромосом 2n=14.
Растение цветёт в мае, повторные цветения в течение лета не наблюдаются. Для сравнения — мятлик однолетний (P. annua L.) цветёт неоднократно в течение вегетационного периода.

## Географическое распространение и экология
Мятлик приземистый имеет евроазиатский тип ареала. Распространён в таёжной зоне. Однако, его дислокация (микрохорология) внутри этой зоны мало известна. Существует мнение, что в ряде районов происходит естественное расширение ареала P. supina за счёт его инвазионных качеств.
В Московской области мятлик приземистый впервые был собран в 1891 году. В настоящее время он здесь широко распространён. Мятлик приземистый обычен в Калужской области, но отсутствует в Тульской, Тамбовской и Рязанской областях. В Карелии и Северо-Западных районах России он редок. Указан для Урала, Таймыра, северного и восточного побережья Байкала.
В лесной зоне Русской равнины встречается в разреженных лесах, на опушках, вырубках, обочинах дорог и тропинок, на сбитых луговинах. Предпочитает сухие и очень сухие участки. В городах центральной Европы P. supina приурочен ко вторичным местообитаниям.

## Гибридизация в природе
В природе мятлик приземистый часто гибридизирует с мятликом однолетним (Poa annua). Этот гибрид описан как Ochlopoa × nanfeldtii V. Jirasek ex Val. N.Tichom. На территории России он не изучен, но указан для Беларуси. Существует мнение, что вид Poa annua произошёл в результате гибридизации P. supina и P. infirm Kunth.

## Хозяйственное использование
Мятлик приземистый  идеально подходит для создания теневыносливых газонов. Используется в составе газонных смесей.  